# Carciofo spinoso di Albenga
Il carciofo spinoso di Albenga è una varietà di Cynara scolymus coltivato e condizionato ad Albenga ed in alcuni comuni della piana di Albenga. È conosciuto anche con il nome di violetto di Albenga, violetto spinoso di Albenga, violetto spinoso della Liguria o zuccherino di Genova, spinoso violetto grosso di Albenga o in lingua ligure articiocche.

## Storia
La specie del carciofo è natia del bacino Mediterraneo, e si è poi espansa in tutto il mondo. Di questa coltura si hanno testimonianze anche importanti, come l'incaricato da parte del governo francese, il conte Gilbert Chabrol de Volvic che inviava a Napoleone Bonaparte relazioni nelle quali parlava delle colture nel savonese citando anche il carciofo tra le principali produzioni. Sul finire del XIX secolo, Stefano Jacini famoso perché dal 1881 al 1886 fu presidente della commissione d'inchiesta sulle condizioni dell'agricoltura in Italia, che prese il nome di Inchiesta Jacini, resocontava:
Assieme alla zucchina trombetta, al pomodoro cuore di bue e all'asparago violetto, il carciofo spinoso è diventata una delle produzioni tipiche della zona, conosciuto come i 4 di Albenga.

## Descrizione
Supera il metro di altezza terminando con un capollino formato da foglie, dette brattee, chiuse, di colore verde o violetto. Sulla pianta il gambo è tenero, dopo la raccolta la legnificazione del gambo è uno dei metodi per riconoscerne la freschezza.
Dopo che si forma il primo capolino, il fusto va ramificandosi dicotomicamente producendo dai 5 ai 7 capolini, in tre ordini, che costituiscono il prodotto che verrà raccolto e commerciato per il mercato. C'è la selezione da parte del produttore tra i carciofi meglio prodotti e quelli definiti di seconda categoria. Alla base della pianta si formano dei getti chiamati carducci o polloni che devono sempre essere asportati, tranne 1 o 2 per pianta; questi oltre ad essere commestibili sono anche utilizzati per riproduzione delle nuove carciofaie. I carducci lasciati nel campo diventano materiale organico per le piante stesse.

## Produzione
I terreni su cui la pianta si adatta sono collinari o pianeggianti, con microclimi miti, mal sopportano le basse temperature, soprattutto se in periodo di frutto; mal sopportano neve o gelate. La pianta preferisce i terreni più freschi a medio impasto ma ben drenati, profondi e ricchi di sostanza organica; si adatta a terreni con pietrisco e diversa composizione granulometrica. Il ph deve essere leggermente acido, compreso tra un pH di 6,4 e 7. A differenza del terreno in cui sono prodotti cambia la maturazione e la dimensione, ad esempio i terreni argillosi ritardano la maturazione, mentre quelli sabbiosi o calcarei provocano una riduzione delle loro dimensioni.
La temperatura ideale va dai 12 °C ai 22 °C con umidità relativa elevata. Nei primi periodi estivi la parte aerea secca e le gemme situate sul rizoma vanno in riposo. La pianta resiste fino allo 0 °C con temperatura biologica di 8 °C, mentre le temperature superiori a 25 °C risultano dannose, se si arriva a periodi lunghi si crea una fisiopatia, una malattia di natura non infettiva, chiamata atrofia del capolino, che provoca una necrosi delle cellule del calice a cui segue la cessazione dell'accrescimento delle foglie interne.

## Coltivazione

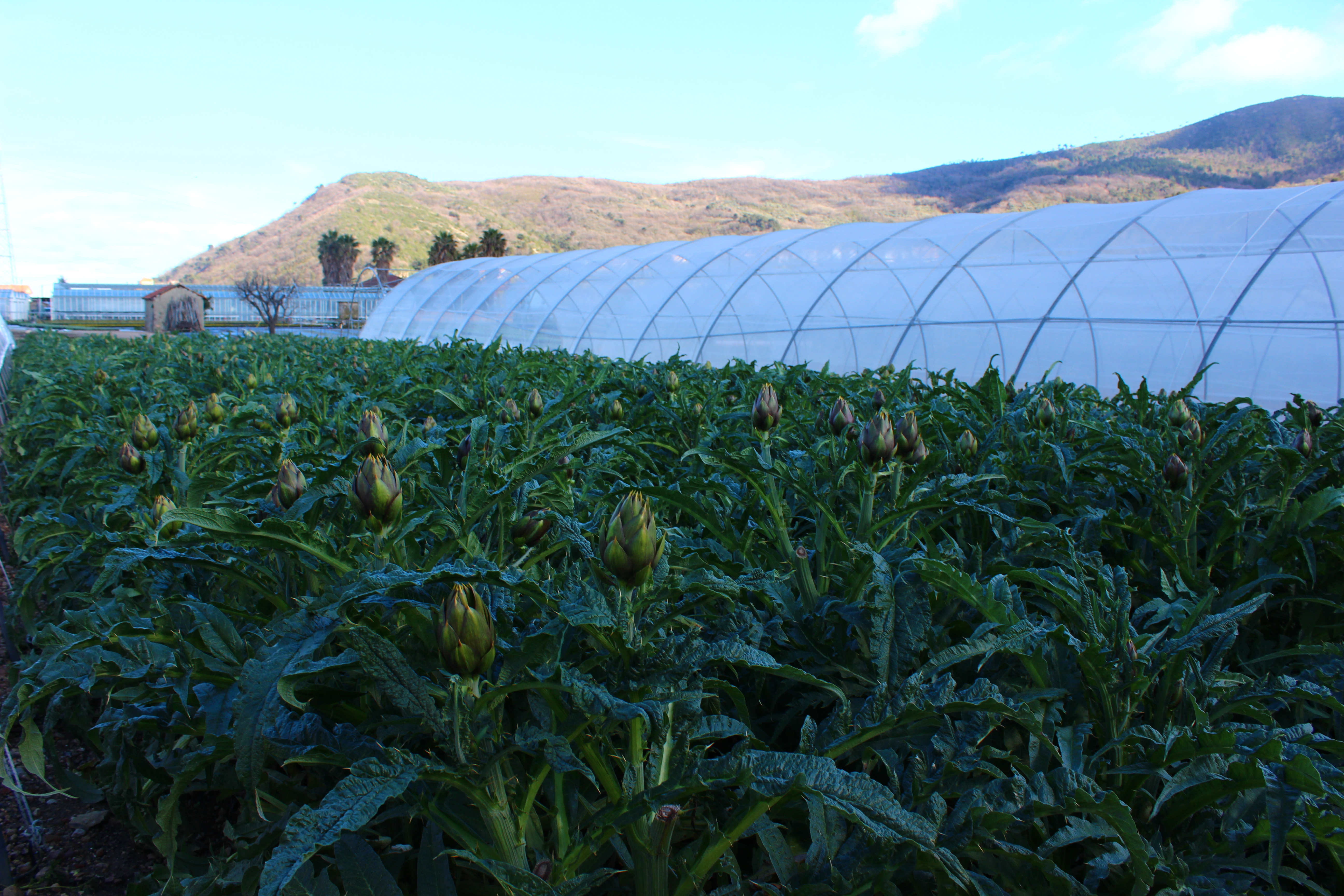
Campo di carciofi spinosi a Lusignano

Il carciofo viene coltivato in carciofaie, cioè terreni destinati interamente alla piantumazione delle singole piante. Il carciofo è storicamente una pianta poliennale che può rimanere piantata per 3, dopodiché diventa poco produttiva. Anche se può rimanere diversi anni, è diffuso nella piana il rinnovamento della carciofaia tutti gli anni, diventando un'ottima produzione per la rotazione delle colture su un terreno, diventando ottimale per i terreni troppo compatti o mal strutturati, oppure mal usati agronomicamente precedente, oppure semplicemente per contenere le piante infestanti troppo invasive.
Sui terreni dove è piantato si sconsiglia di piantare lattuga, cicoria, o cardo, mentre ortive come pomodoro, zucchine o melanzane, rimangano ottimale. Questo perché il carciofo lascia sul terreno una grande quantità di residui organici, che vengono utilizzati per il compostaggio naturale.
Il periodo di piantumazione va da luglio ad agosto, prima questo si semina, prima si raccoglie, diventando una primizia e quindi più reddittiva, tuttavia si fa anche più elevato il rischio gelato, per questo è diffusa l'impiantazione per fine agosto.

## Diffusione
Le superfici nel mondo coltivate con questo tipo di coltura sono stimate in 122 000 acri, con 1,33 milioni di tonnellate l'anno, di cui la maggior parte in Europa. L'Italia è il maggior produttore, con oltre 49 acri.

## Cucina
I capollini del carciofo si possono mangiare si crudi che cotti. Diventa caratteristica la produzione culinaria, soprattutto per la consistenza delle foglie, le brattee, che sono croccanti e dolci all'esterno diventando più tenere all'interno, tali che siano apprezzabili anche crude.

### Al pinzimonio
Una delle maniere più diffuse di mangiare questo tipo di pietanza è quella al pinzimonio, preparando una semplice tazzina con olio extra-vergine, sale e aceto o limone, si può staccare la singola foglia con le proprie mani ed intingerla nella salsetta preparata. Quando questo non è più possibile, con un coltello si taglia la base e la si intinge nel pinzimonio finendo il carciofo.

## Caratteristiche qualitative e nutrizionali
Un buon prodotto lo si distingue subito per la mancanza di appassimenti o lesioni, il capolino deve essere intero e dritto, con foglie ben serrate.
Valori per 100g di prodotto:
| Parte edibile (%)            | 34,00  |
| Acqua (g)                    | 91,30  |
| Proteine (g)                 | 2,70   |
| Lipidi(g)                    | 0,20   |
| Carboidrati disponibili (g)  | 2,50   |
| Amido (g)                    | 0,50   |
| Zuccheri solubili (g)        | 1,90   |
| Fibra totale (g)             | 5,50   |
| Energia (kcal)               | 22,00  |
| Energia (kJ)                 | 92,00  |
| Sodio (mg)                   | 133,00 |
| Potassio (mg)                | 376,00 |
| Ferro (mg)                   | 1,00   |
| Calcio (mg)                  | 86,00  |
| Fosforo (mg)                 | 67,00  |
| Magnesio (mg)                | 45,00  |
| Zinco (mg)                   | 0,95   |
| Rame (mg)                    | 0,24   |
| Tiamina (mg)                 | 0,06   |
| Riboflavina (mg)             | 0,10   |
| Niacina (mg)                 | 0,50   |
| Vitamina A retinolo eq. (µg) | 18,00  |
| Vitamina C (mg)              | 12,00  |

## Nella cultura di massa
Il carciofo spinoso è spesso usato nella cultura popolare per le sue spine, legato al mondo contadino. I Trilli, un gruppo che canta il folklore ligure, dedica una strofa della canzone Olidin olidena
a criava Gente aggiutto / a criava Gente aggiutto
A l’ëa in t'è ‘articiocche ch’a se punzeiva o cû

a criava Gente aggiutto, mi no ghe a fasso ciû!»
(I Trilli, Olidin Olidena)

## Altri carciofi
- Carciofo spinoso di Sardegna (DOP)
- Carciofo Brindisino (IGP)
- Carciofo di Paestum (IGP)
- Carciofo romanesco del Lazio (IGP)